# Défibrillateur automatisé externe
Pour les articles homonymes, voir Défibrillateur automatique, DAE, AED et DSA.
 (juin 2023).

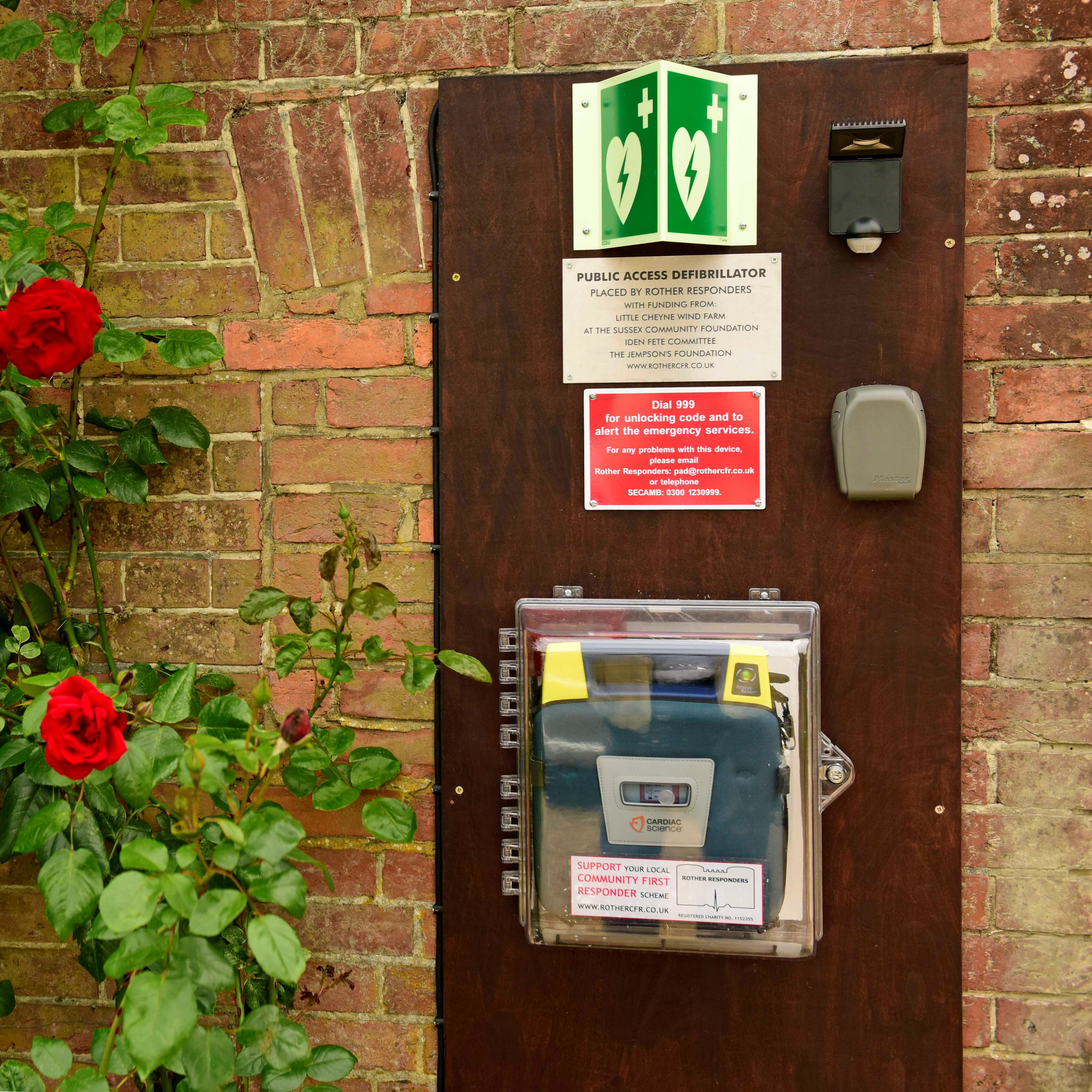
Défibrillateur prêt à l'emploi dans un lieu public, établissement recevant du public, immeuble de grande hauteur ou établissement recevant des travailleurs

Un défibrillateur automatisé externe ou défibrillateur automatique externe (DAE), appelé défibrillateur externe automatisé ou défibrillateur externe automatique (DEA) au Québec, est un appareil portatif, fonctionnant au moyen d'une batterie et de deux électrodes, dont le rôle est d'analyser l'activité électrique du cœur d'une personne en arrêt cardiorespiratoire. Il est parfois dénommé AED de l'anglais automated external defibrillator.
Son analyse est entièrement automatique, ce qui évite à l'opérateur toute prise de décision. Seuls des chocs externes sont possibles, c'est-à-dire que les électrodes sont placées sur la peau du patient. Si l'appareil détecte une tachycardie ventriculaire ou une fibrillation ventriculaire, alors la machine permet et propose de délivrer un choc électrique d'environ 400 V, afin d'engendrer une défibrillation et un retour à une activité électrique normale du cœur. Ainsi, toutes les pathologies cardiaques ne peuvent – et ne doivent pas – être traité par choc électrique. C'est pour cela que les défibrillateurs grand public procèdent à une analyse cardiaque automatique préalable. Le premier défibrillateur automatique commercial date de 1994.
La défibrillation précoce associée à la réanimation cardiopulmonaire augmente fortement les chances de survie d'une personne en arrêt cardiorespiratoire qui présente une fibrillation ventriculaire, principale cause de mort subite chez l'adulte, comme le montre une étude menée en Amérique du Nord sur des données entre 2005 et 2009. Le taux de survie du groupe ayant eu des gestes de premier secours, sans défibrillation ni application d'un DAE avant l'arrivée des secours est de 9 %. Pour le groupe avec application d'un DAE mais pas sans défibrillation avant l'arrivée des secours, ce taux monte à 24 %. Enfin, pour le groupe avec application d'un DAE et défibrillation avant l'arrivée des secours, le taux de survie est de 38 %. 
D'après la Société Française de Cardiologie, chaque minute de perdue sans réanimation fait baisser les chances de survie de 10 %. Au bout de dix minutes d'inaction, en théorie, la victime aura perdu toute chance de survie. Seul un médecin peut prononcer le décès.
Afin que ce geste médical puisse être effectué le plus rapidement possible, des appareils simplifiés nommés « défibrillateurs entièrement automatiques » (DEA) ou « défibrillateurs semi-automatiques » (DSA) ont été créés. Ces appareils procèdent automatiquement au diagnostic de la fibrillation ventriculaire, grâce à un logiciel d'analyse de tracé électrocardiographique. Ils sont utilisables par les secouristes et sapeurs-pompiers, mais aussi par tout public non formé. En effet, ces DSA donnent des instructions vocales claires à l'utilisateur dès l'ouverture de l'appareil.

## Description de l'appareil
Le défibrillateur se compose généralement des éléments suivants :
- une sacoche de transport ;
- une paire de ciseaux pour la découpe des vêtements qui pourraient gêner la pose des électrodes ;
- un rasoir jetable pour retirer les poils sur les personnes à forte pilosité et ainsi obtenir un meilleur contact et une meilleure adhérence entre la peau et l'électrode ;
- des serviettes jetables pour retirer les poils rasés ou essuyer la victime, dans le cas d'un noyé par exemple ;
- un ou plusieurs patchs adultes et pédiatriques. Ces électrodes autocollantes sont placées sur la poitrine de la victime et servent à analyser le rythme cardiaque et, si nécessaire faire passer un choc ;
- une ou plusieurs batteries. Le défibrillateur prêt à l'emploi contient une batterie déjà en place, mais les services de secours en ont en réserve pour le cas où ils devraient enchaîner plusieurs interventions ;
- le boitier de défibrillation recevant les batteries. C'est sur lui que l'on branche les électrodes. Il est équipé d'un haut-parleur pour guider l'utilisateur à l'aide de consignes audios.

Les réglages de l'appareil sont verrouillés, les seules actions possibles sont l'allumer, l'éteindre et délivrer le choc si l'appareil le demande (dans le cas d'un défibrillateur semi-automatique) .
L'appareil dispose d'une carte à mémoire de type mémoire flash ou une mémoire interne enregistrant les paramètres de fonctionnement : les électrocardiogrammes (l'analyse du rythme cardiaque), les séquences de défibrillation (le nombre de chocs) et pour certains modèles les sons ambiants dont la voix des sauveteurs.
Les données peuvent ensuite être récupérées et archivées, elles permettront d'effectuer une analyse a posteriori de la situation, donnant à la fois des informations aux services médicaux sur la démarche thérapeutique à entreprendre et dans le cadre du suivi de la matériovigilance et des dispositions médicolégales.
Sous l'appellation « Défibrillateur Automatisé Externe », on distingue deux types d'appareils :
- le défibrillateur semi-automatique (DSA) : le sauveteur doit appuyer sur un bouton pour que l'appareil délivre le choc et peut donc s'assurer que personne ne touche la victime avant d'autoriser l'appareil à délivrer le choc électrique. Le risque de blessure pour le secouriste est négligeable, mais la victime ne bénéficierait pas du choc.
- le défibrillateur entièrement automatique (DEA, à ne pas confondre avec DAE : défibrillateur automatisé externe) : l'appareil décide de délivrer le choc après, pour seule sécurité, des indications vocales demandant de ne plus toucher la victime avant la délivrance du choc. La procédure s'en trouve simplifiée, c'est pourquoi les défibrillateurs mis à disposition du grand public sont généralement des DEA.

Quel que soit le type d'appareil, l'analyse du rythme cardiaque et le diagnostic sont automatiques, par opposition aux défibrillateurs manuels utilisés par les médecins. La machine ne permet de choquer que si l'activité cardiaque de la victime le justifie, car il faut arrêter la réanimation cardiopulmonaire pour choquer. Si le cœur de la victime ne présente pas un rythme choquable, le défibrillateur indique qu'aucun choc n'est indiqué. Le sauveteur continue donc la réanimation cardiopulmonaire, qui donne de meilleures chances de survie à la victime.

## Fonctionnement

### Fondements générales
C'est en 1947 qu'a eu lieu la première défibrillation humaine réussie par le docteur Claude Beck. La défibrillation est le traitement clé de certains types d'arrêt cardiaque rencontrés dans 45 % des cas d'arrêt cardiorespiratoire. De la rapidité de l'utilisation de ce système dépendent les chances de survie et l'importance des séquelles.
Le défibrillateur automatisé ne doit être posé que sur une personne qui ne respire pas (le guide de données techniques édition janvier 2017 autorise la défibrillation du nourrisson moyennant les électrodes adaptées). Bien que le défibrillateur agisse sur le cœur, l'arrêt de la respiration est un critère suffisant pour le grand public car la prise du pouls représente une perte de temps pour un résultat peu fiable. Les personnels formés à la prise du pouls peuvent, quant à eux, constater l'arrêt cardiorespiratoire avant de poser l'appareil.
En cas de doute, il vaut mieux installer le défibrillateur automatique car, de toute façon, il ne choquera que si c'est utile.
Le courant électrique doit passer dans le corps à travers le cœur et non pas à l'extérieur, il faut donc :
- s'assurer que l'on n'est pas dans une atmosphère explosive (fuite de gaz, vapeurs d'essence, etc.) ;
- mettre la victime sur une surface sèche, non métallique ;
- dénuder le torse de la victime ;
- sécher rapidement, en cas de besoin, le torse de la victime ;
- si nécessaire, raser les poils à l'endroit où l'on va poser les électrodes, pour permettre un bon contact ;
- allumer l'appareil et suivre les consignes qu'il donne : "coller les électrodes autocollantes sur la poitrine nue de la victime" en suivant les dessins (en général une au niveau de la clavicule droite, l'autre sous l'aisselle gauche) et, sur certain appareil, "brancher le câble".

Il faut pratiquer la réanimation cardiopulmonaire : ventilation artificielle grâce aux compressions thoraciques ou massage cardiaque, le bouche à bouche (ou insufflations) n'étant plus systématiquement recommandé, avant et après la pose du défibrillateur automatisé. Lorsque le défibrillateur automatisé est allumé, l'appareil émet des invites vocales donnant des instructions. Il faut notamment que personne ne touche la victime pendant l'analyse du rythme cardiaque et la délivrance des chocs (la réanimation est provisoirement interrompue).

### Origine d'un arrêt cardiaque
L'arrêt cardiaque peut avoir trois mécanismes :
1. Une tachycardie ventriculaire (cœur battant à 200 pulsations par minute, ou plus) ou une fibrillation ventriculaire (battement extrêmement rapide et désordonné à 300 ou 400 pulsations par minute) se traduisant par une inefficacité quasi totale de la fonction pompe du cœur ;
2. Une asystolie correspondant à une pause prolongée ;
3. Une dissociation électromécanique (DEM), ou activité électrique sans pouls : le cœur conserve une activité électrique rythmique quasi normale mais n'a plus aucune efficacité mécanique. C'est le cas lors d'hémorragies importantes, de ruptures cardiaques, d'un hématome comprimant le cœur...

La défibrillation n'est efficace que dans le premier cas ; il faut donc diagnostiquer la fibrillation, mais ce diagnostic peut être fait par le défibrillateur (automatique ou semi-automatique : DAE, DEA, DSA), ou bien par un médecin avec un électrocardiogramme.

### Mode opératoire optimal

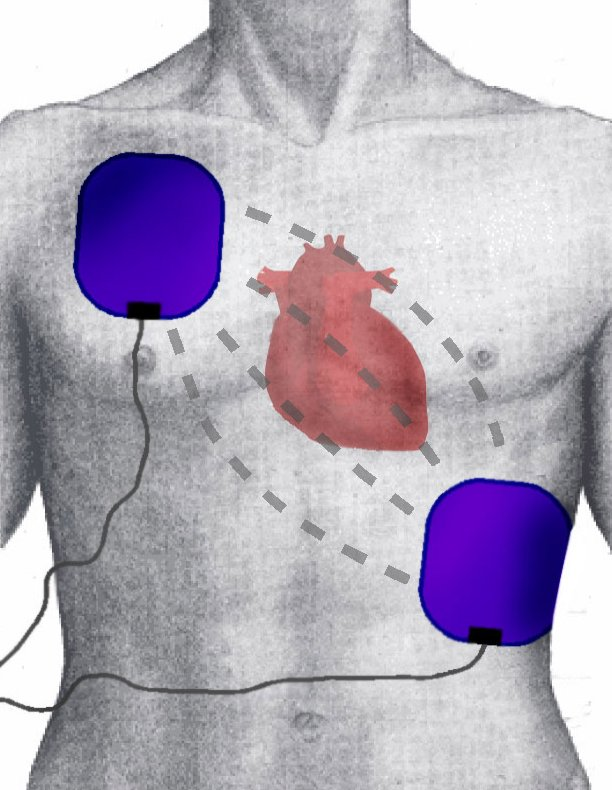
Position des électrodes du défibrillateur

Le scénario idéal d'une réanimation à l'aide d'un défibrillateur automatisé est :
1. Le sauveteur est présent lorsque la personne s'effondre et reconnaît une situation d'arrêt cardiorespiratoire : la personne ne répond pas, ne respire pas ou ne respire pas normalement ;
2. Si aucun témoin n'est disponible, il appelle les secours (112 dans l'Union européenne, 911 en Amérique du Nord, ou autres numéros suivant sa localisation géographique) immédiatement en spécifiant qu'il est en présence d'une personne en arrêt respiratoire ;
3. Si un témoin est disponible, le sauveteur le charge d'appeler les secours et, si possible, d'apporter un défibrillateur ;
4. Le sauveteur pratique la réanimation cardiopulmonaire ;
5. Si le témoin rapporte un défibrillateur, ce dernier le met en place pendant que le sauveteur continue la réanimation cardiopulmonaire. L'appareil émet des invites vocales donnant des instructions. Les électrodes du défibrillateur doivent être placées comme dans l'image de droite. Si le patient est trop petit, en placer une sur la poitrine et une autre à l'arrière. Il faut notamment que personne ne touche la victime pendant l'analyse du rythme cardiaque et la délivrance des chocs (la réanimation est provisoirement interrompue à ce moment) ;
6. Le sauveteur poursuit toujours les manœuvres de réanimation en suivant les consignes données par le défibrillateur en attendant le relais par une équipe de secours ou par un sauveteur plus qualifié ;
7. une équipe de secouristes arrive et prend le relais, installant un défibrillateur s'il n'y en avait pas déjà un. Dans les deux cas, il est souhaitable que le défibrillateur soit placé dans les 5 min suivant l'arrêt cardiaque ;
8. Une équipe médicale (comme le SMUR en France) ou paramédicale est présente dans les 20 minutes, selon la localisation, pour poursuivre la réanimation.

En milieu proche d'un centre hospitalier, on peut avoir directement l'arrivée d'une équipe médicale munie d'un défibrillateur manuel. Dans un tel cas, on estime avoir environ 20 % de chances de faire repartir le cœur (1 chance sur 5).

### Cas des enfants
Dans le cas des enfants, l'arrêt cardiaque n'est qu'exceptionnellement dû à une fibrillation ventriculaire (seulement 1 ‰ des interventions au SMUR pédiatrique de l'hôpital Necker-Enfants Malades, Paris, environ 20 % des cas d'arrêts cardiaques chez l'enfant hors mort subite du nourrisson, environ 8 % des arrêts cardiaques en incluant la mort subite du nourrisson). Dans la plupart des cas, l'arrêt est consécutif à un manque de dioxygène (hypoxie, ou anoxie : noyade, étouffement, intoxication, apnée spontanée) : en effet, le tissu cardiaque est jeune et sain, il n'y a pas de risque d'infarctus. Donc la défibrillation est inutile et la pose de l'appareil retarde inutilement les manœuvres de réanimation qui elles ont une très grande efficacité : le fait d'apporter du dioxygène aux cellules va pouvoir faire repartir le cœur dans la plupart des cas si ceci est fait suffisamment tôt.
Il existe toutefois de rares cas où le cœur sera en fibrillation ventriculaire, notamment en cas de malformation cardiaque ou si l'arrêt cardiaque est dû à un choc électrique. La procédure d'intervention sur un enfant entre un et huit ans est la suivante :
- si un témoin est disponible, faire alerter les secours et demander un défibrillateur ;
- effectuer 5 insufflations (bouche à bouche ou bouche à nez) ;
- si la respiration n'a pas repris, commencer la réanimation cardiopulmonaire. Si aucun témoin n'est disponible, le sauveteur arrête la réanimation au bout de cinq cycles de 30 compressions et deux insufflations pour aller alerter les secours, il revient ensuite pour réanimer la victime ;
- continuer la réanimation jusqu'à l'arrivée des secours ou d'une personne apportant un défibrillateur.

Le défibrillateur sera posé après 5 cycles de RCP (soit environ 2 minutes). Le cœur est ainsi "préparé" à recevoir le choc électrique, de l’oxygène ayant été distribué à tout l'organisme lors des 5 cycles de RCP.
Si disponible, il faut utiliser des électrodes spécifiques pour enfant, et les poser conformément aux indications du constructeur. Certains modèles de DAE utilisent les électrodes adultes, associées à un embout réducteur de puissance (souvent en forme de nounours), afin de diminuer le choc électrique. À défaut, on utilisera des électrodes « adulte » en faisant attention à ce qu'elles ne se chevauchent pas. Si, en raison de la taille du thorax et des électrodes, on ne peut pas les poser toutes les deux sur la face avant du thorax, alors on en posera une sur la face avant du thorax et une dans le milieu du dos, entre les deux omoplates ; dans ce cas, le sauveteur peut être amené à réaliser les compressions en appuyant directement sur l'électrode antérieure.

### Conditions de réussite
La défibrillation consiste à délivrer un choc électrique bien calibré (puissance, phase) et passant au bon endroit, afin de synchroniser à nouveau les contractions des fibres du myocarde et à permettre au cœur de battre normalement à nouveau ; elle doit se produire avant l'asystolie (L’asystolie est l’absence d’activité des ventricules du cœur. C’est un état du cœur qui peut faire suite à une fibrillation et qui annonce l’arrêt total du cœur).
Le fait de pratiquer la réanimation cardiopulmonaire (RCP : bouche-à-bouche associé aux compressions thoraciques) permet de faire circuler le sang oxygéné, donc d'alimenter le cerveau et le myocarde en oxygène, et augmente les chances de réussite de la défibrillation : le cœur étant oxygéné, il reste plus longtemps en fibrillation (cela retarde l'asystolie), on a donc plus de chances de récupérer la victime.
Différentes publications récentes ont mis en lumière que la manœuvre du bouche à bouche retarde et complique le massage cardiaque surtout si le sauveteur est seul ; il introduit en outre de l'air supplémentaire dans les voies aériennes et digestives supérieures, ce qui contrarie la circulation sanguine. Cependant, le bouche à bouche reste nécessaire dans de nombreux cas. Dissocier les situations dans lesquelles il est indiqué de celles où il ne l'est pas rendrait la formation à la réanimation plus complexe, alors que la simplicité est un critère essentiel d'efficacité. Il reste donc recommandé dans tous les cas de pratiquer la réanimation classique, en alternant compressions thoraciques et ventilation artificielle.
En général, la victime ne reprend pas connaissance au cours de la réanimation, avec ou sans défibrillation. Il est donc nécessaire de poursuivre ces manœuvres jusqu'à l'arrivée des secours. La poursuite de la réanimation doit se faire par une équipe médicale. Selon les pays, celle-ci va se déplacer jusqu'à la victime (cas de la France[réf. souhaitée]) ou les secours d'urgence vont transporter la victime le plus vite possible vers l'hôpital (cas des États-Unis[réf. souhaitée]).
Le fait que la défibrillation fasse repartir le cœur ne signifie pas que la personne va survivre ; par ailleurs, si elle survit, elle peut garder des séquelles neurologiques irréversibles. Cependant, la réanimation cardiopulmonaire est la seule technique connue qui donne de bonnes chances de survie à la victime, et l'utilisation d'un défibrillateur augmente ces chances.

## Formation et entraînement

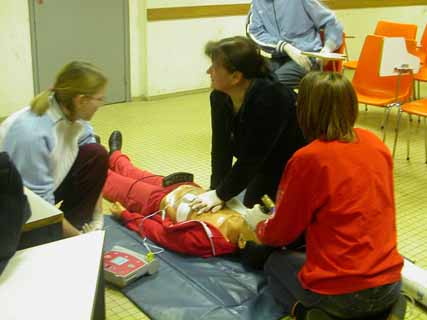
Entraînement à l'utilisation du défibrillateur semi-automatique et à la réanimation cardiopulmonaire.

L'appareil est destiné à être utilisé par le grand public, sans formation spécifique, même si cette dernière, complètement facultative, peut être utile.
Il existe des appareils de formation, ne délivrant pas de choc réel, et permettant de simuler plusieurs situations : reprise de l'activité cardiaque après un ou plusieurs chocs, pas de reprise de l'activité cardiaque, choc conseillé ou non conseillé, ou encore défaut de fonctionnement.
Ces appareils peuvent s'utiliser sur des mannequins d'entraînement à la réanimation cardiopulmonaire classiques.
Certains appareils opérationnels peuvent fonctionner en mode formation. Il existe aussi des mannequins d'entraînement spéciaux, encaissant les chocs électriques, pouvant s'utiliser avec des appareils opérationnels.
La formation comprend typiquement une formation (ou un rappel) sur la réanimation cardiopulmonaire et une formation à l'utilisation de l'appareil avec les consignes de sécurité et est enseignée durant les sessions de formation aux prompts secours.

### En France
L'utilisation du défibrillateur est comprise dans la formation sauveteur secouriste du travail (SST), la formation aux premiers secours du grand public (PSC), d'une durée de sept heures. Elle est aussi au programme du PSE1, la formation de base des secouristes qualifiés, pompier ou nageur-sauveteur (BNSSA), ainsi que de l'AFGSU, la formation de secourisme du personnel médical. En France, depuis juillet 2020, la loi protège les citoyens-sauveteurs de toutes poursuites judiciaires.

### En Belgique
La Croix-Rouge de Belgique dispense des cours de BLS/AED (huit heures de formation) suivant les recommandations du BRC. Dans les formations grand public aux premiers secours, l'utilisation du DEA est aussi abordée. Le Brevet européen de premiers secours (BEPS) – cinq séances de trois heures de formation – intègre une démonstration de l'utilisation du DEA dans la séance de réanimation. Le Brevet de secourisme (dix-huit heures de formation + révisions et examen) quant à lui forme les secouristes à l'utilisation du DEA. D'autres organismes privés proposent également des formations.

## Signalétique
Pour trouver facilement un défibrillateur automatique en cas d'urgence, une signalétique facilement reconnaissable est primordiale. Or aujourd'hui encore, des signalétiques différentes indiquent les zones d'implantation des défibrillateurs automatiques (triangle rouge, cœur rouge et blanc ou cœur vert accompagné de la mention « Défibrillateur »...).[réf. nécessaire]

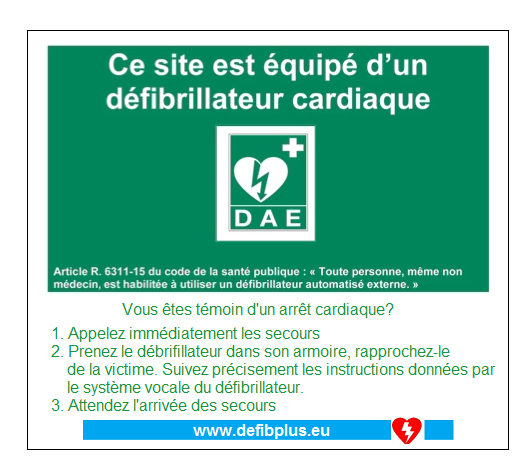
Signalétique obligatoire sur site

Pour uniformiser la signalétique du défibrillateur automatique, le Comité de liaison international sur la réanimation (ILCOR) recommande l’utilisation d’un logo composé d’un cœur blanc sur fond vert, avec un éclair vert et une petite croix blanche sur le côté. Le logo peut être accompagné de la mention « DAE » ou d’un équivalent local.
En France, l'arrêté du 29 octobre 2019 fixe les modalités de signalisation des défibrillateurs et les modèles graphiques à respecter. Cinq panneaux sont ainsi définis, l'un indiquant que l'établissement est équipé, les quatre autres permettant de localiser l'appareil. Une étiquette à apposer près du défibrillateur est définie par ce même arrêté, portant des indications relatives à la gestion et la maintenance de l'appareil.

## Localisation des  défibrillateurs
Il existe plusieurs applications pour smartphones telles que Sauv Life, Staying Alive, L'appli qui sauve ou Permis de sauver permettant d'une part de trouver le défibrillateur le plus proche par géolocalisation et d'autre part d'en signaler de nouveaux.
OpenStreetMap a aussi créé un service (OpenAEDmap) permettant aussi de localiser et d'ajouter de nouveaux défibrillateurs.
Dans le département français du Haut-Rhin (68), un site officiel est diffusé, il s'agit de www.dae68.fr. Il est certifié et soutenu par le SAMU 68, le service départemental d'incendie et de secours ainsi que par le conseil départemental. Sa mise à jour est continuelle et est assurée par le SAMU 68.
Par ailleurs, il a été créé, en 2018, le principe d'une base de données nationale relative aux lieux d'implantation et à l'accessibilité des défibrillateurs automatisés externes sur l'ensemble du territoire français. Toute personne physique et morale propriétaire d’un DAE et assurant une activité requérant l’utilisation de ce DAE ou mettant ce DAE à la disposition de tiers (mairies, entreprises, centres commerciaux, etc.) doit transmettre les informations relatives aux lieux d’implantation et à l’accessibilité de leurs appareils au ministère des Solidarités et de la Santé qui est le gestionnaire de cette base de données dénommée "Géo'DAE".
Tout acteur souhaitant diffuser ces données, quel que soit le support, sera en mesure de le faire, sur le territoire souhaité, en adhérant à une charte.  L'Arrêté du 29 octobre 2019 précise le fonctionnement de la base Géo'DAE et les modalités de diffusion.

## Défibrillateurs automatiques portés et implantables
Des dispositifs individuels ont été développés, constitués d'électrodes situées à même la peau et reliés au système de défibrillation. Il est porté sous les vêtements et peut être proposé aux patients à hauts risques de trouble du rythme ventriculaire, en attente de la pose d'un défibrillateur automatique implantable ou lorsque ce dernier n'est pas indiqué (risque possiblement temporaire). Il est efficace, prévenant un certain nombre de morts subites.

## Maintenance du défibrillateur

### En France
En France l'Agence nationale de sécurité du médicament et des produits de santé (ANSM) préconise une maintenance assurée par l'exploitant  qui vérifiera entre autres :
- l'inventaire et l'identification des défibrillateurs installés ;
- les personnes chargées d'assurer le suivi de l'appareil ;
- le bon fonctionnement du voyant d'état de marche ;
- les dates de péremption des électrodes ;
- l'état extérieur de l'appareil.

À noter : Les défibrillateurs procèdent chaque jour à des auto-tests qui permettent de vérifier leur bon fonctionnement,.
En 2024, un audit de maintenance estime que près d'un tiers des défibrillateurs sont hors service, et que 60 % ont « une anomalie pouvant entraîner un dysfonctionnement » ; en cause notamment, la maintenance de la batterie et des électrodes.

## Législation

### En France

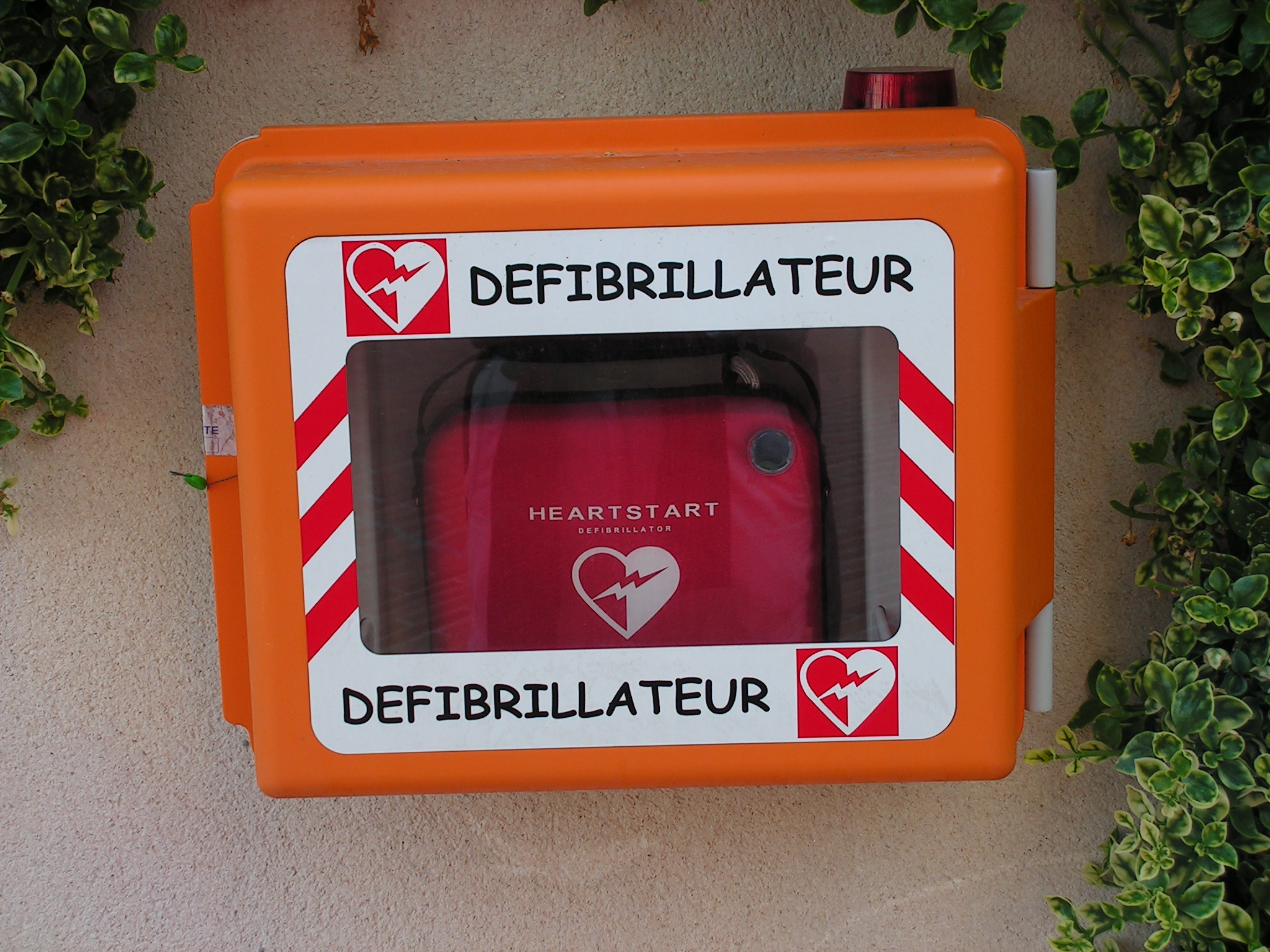
Défibrillateur semi-automatique « de rue » à Monaco.

Depuis le Décret no 2007-705 du 4 mai 2007 relatif à l'utilisation des défibrillateurs automatisés externes par des personnes non médecins et modifiant le code de la santé publique, « Toute personne, même non médecin, est habilitée à utiliser un défibrillateur automatisé externe répondant aux caractéristiques définies à l'article R. 6311-14 ». (Art. R. 6311-15). L'article R. 6311-14 faisant partie du même décret, spécifiant « Les défibrillateurs automatisés externes, qui sont au sens de la présente section les défibrillateurs externes entièrement automatiques et les défibrillateurs externes semi-automatiques, sont un dispositif médical dont la mise sur le marché est autorisée suivant les dispositions du titre Ier du livre II de la partie V du présent code ».
Depuis le 4 mai 2007, tout citoyen français est donc autorisé à utiliser un défibrillateur automatisé externe, que ce soit un DEA ou un DSA, sans précisions concernant la formation initiale et/ou continue.
Le décret no 2018-1186 du 19 décembre 2018 rend obligatoire à partir du 1er janvier 2020 la présence de défibrillateurs dans certains édifices publics ou privés.
L'arrêté du ministre des Solidarités et de la Santé du 29 octobre 2019 définit les modalités de signalisation des défibrillateurs automatisés externes installés dans les lieux publics et dans les établissements recevant du public. Pour les établissements recevant du public, il détermine notamment les dispositions graphiques d'information et de localisation, les conditions d'accès permanent et les modalités d'installation de nature à en assurer la protection.
Le ministère du Travail a publié une fiche thématique qui rappelle la réglementation applicable concernant les défibrillateurs dans les entreprises. En effet, les acteurs de l'entreprise peuvent s'interroger sur l'opportunité de s'équiper de défibrillateurs et ont besoin de connaître les incidences d'un tel choix. Cette fiche donne de nombreux conseils pratiques aux employeurs dans leur démarche : lien

### En Belgique
12 juin 2006. — Loi autorisant l’utilisation des déﬁbrillateurs automatisés « externes ». Depuis cette date, chacun est autorisé à utiliser un défibrillateur automatisé externe dans le cadre d’une réanimation aux conditions définies par le Roi.
21 avril 2007. — Arrêté royal fixant les normes de sécurité et les autres normes applicables au défibrillateur externe automatisé utilisé dans le cadre d’une réanimation.

### En Suisse

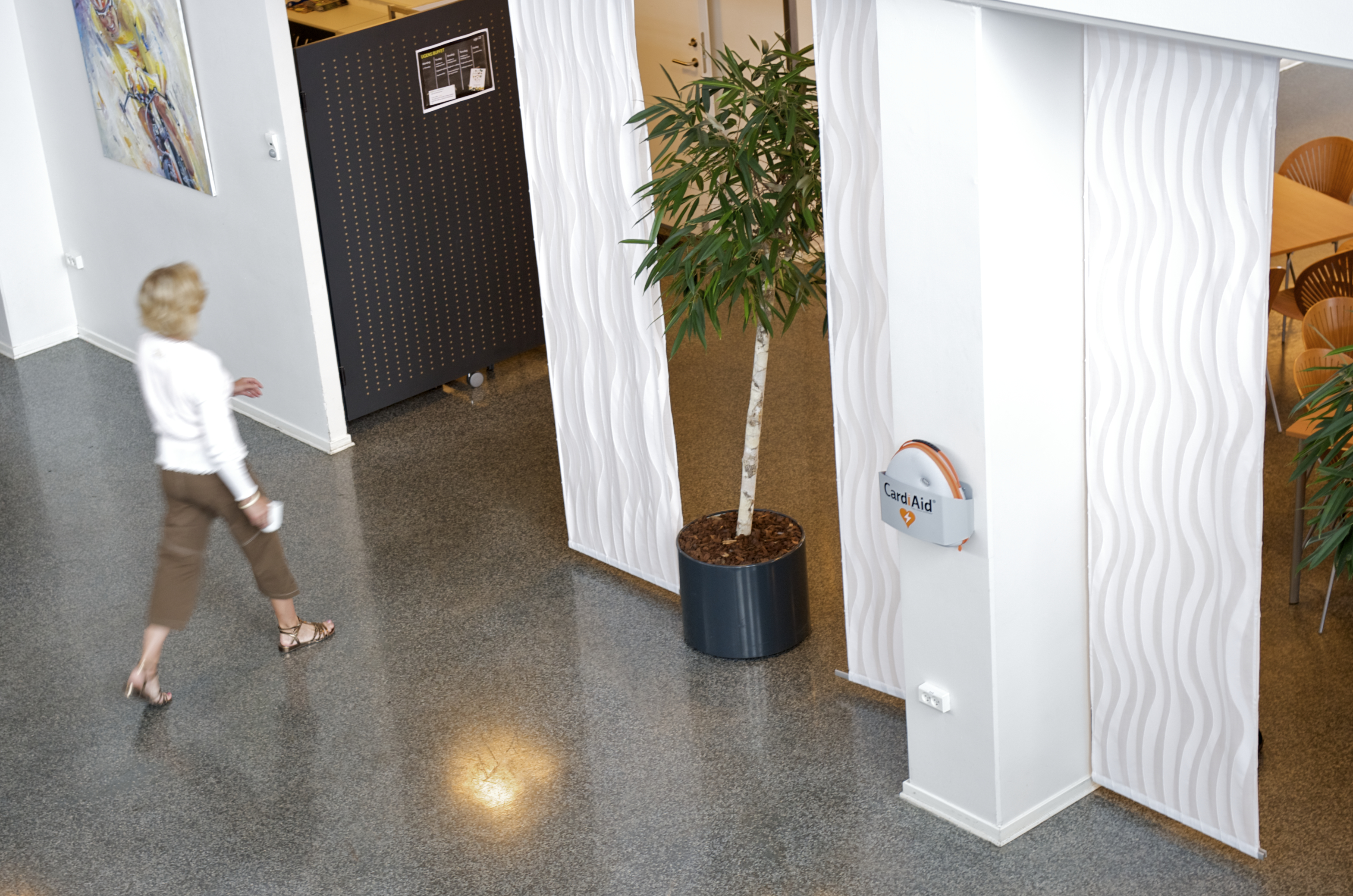
Défibrillateur semi-automatique à Genève, Suisse.

En Suisse, il n’existe pas d’obligation, juste des recommandations. C’est le cas notamment du canton de Genève qui a publié en juillet 2012 des "Directives pour la mise à disposition de défibrillateurs externes semi-automatiques en cas d'arrêt cardiaque dans les entreprises établies dans le Canton et dans lesquelles nous pouvons lire que :
« Le médecin cantonal et l'Office cantonal de l'inspection et des relations du travail (OCIRT) du canton de Genève, tenant compte des données scientifiques récentes ainsi que du commentaire du Secrétariat d'État à l'économie (SECO) de juillet 2010 recommandent le déploiement de défibrillateurs semi-automatiques (OSA) dans les lieux où 150 personnes peuvent se trouver simultanément comme dans les lieux publics à forte fréquentation (par ex. gares, aéroports, centres commerciaux, centres sportifs). ».

### Au Luxembourg
Le Règlement grand-ducal du 19 novembre 2008 règle l’utilisation des défibrillateurs externes automatiques. Il dit notamment qu'un défibrillateur de catégorie 1 (un défibrillateur externe automatique ne permettant pas de passer en mode manuel) peut être utilisé par toute personne.

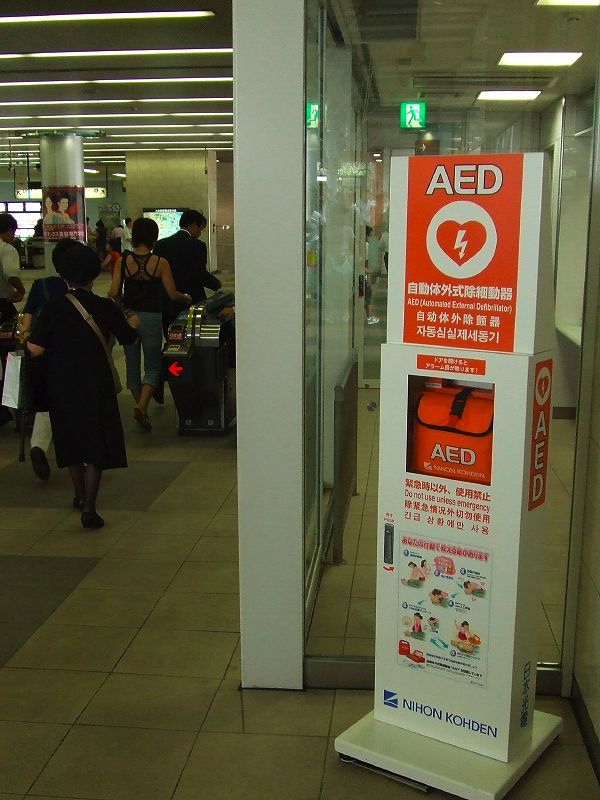
Défibrillateur semi-automatique dans une gare au Japon.

### Autres parties du monde
Dans certains pays, des DEA sont en « libre service » dans les lieux recevant du public (par exemple les supermarchés, les aéroports) au même titre que les extincteurs.
Aux États-Unis, la législation varie selon les États : ainsi en Virginie, les appareils peuvent être utilisés par n'importe qui, alors que seules des personnes habilitées (ayant été formées) peuvent y toucher à New York. Ceci a des conséquences juridiques : seules les personnes habilitées dans ces états peuvent être protégées en cas de problème, ce qui représente un obstacle au déploiement de tels appareils.
Comme en France, on en trouve maintenant dans les avions, mais une diffusion plus large est bloquée d'une part par les exigences de formation, que certains jugent disproportionnée par rapport à la simplicité d'utilisation de l'appareil, d'autre part en raison de l'absence d'obligation pour les gérants de lieux recevant du public.

## Statistiques
Pour le patient vu en dehors de l'hôpital et faisant un arrêt cardiorespiratoire, l'intérêt du défibrillateur automatique est largement démontré quant à l'augmentation des chances de survie. En milieu hospitalier, l'utilisation de ce type de matériel (par rapport à un défibrillateur conventionnel) n'a pas bénéficié de la même évaluation.
Le matériel est suffisamment simple pour pouvoir être utilisé par quiconque, même par des enfants, sans formation spécifique. Le défibrillateur automatique (décharge délivrée automatiquement par l'appareil) s'avère être équivalent, en matière de sécurité, au défibrillateur semi-automatique, où la décharge est délivrée manuellement par l'utilisateur qui doit appuyer sur un bouton. Chaque minute passée diminue les chances de survie de 10 %.
La rapidité d'intervention est un élément majeur pour la remise en forme et la survie des victimes :
- si une défibrillation est rapide, 21 % des victimes reprendront une activité cardiaque spontanée, seront hospitalisées et 7 % des victimes survivront ;
- si la défibrillation est tardive, seules 6 % récupèreront une activité spontanée, seront hospitalisées, mais seulement 2 % survivront.

### En France

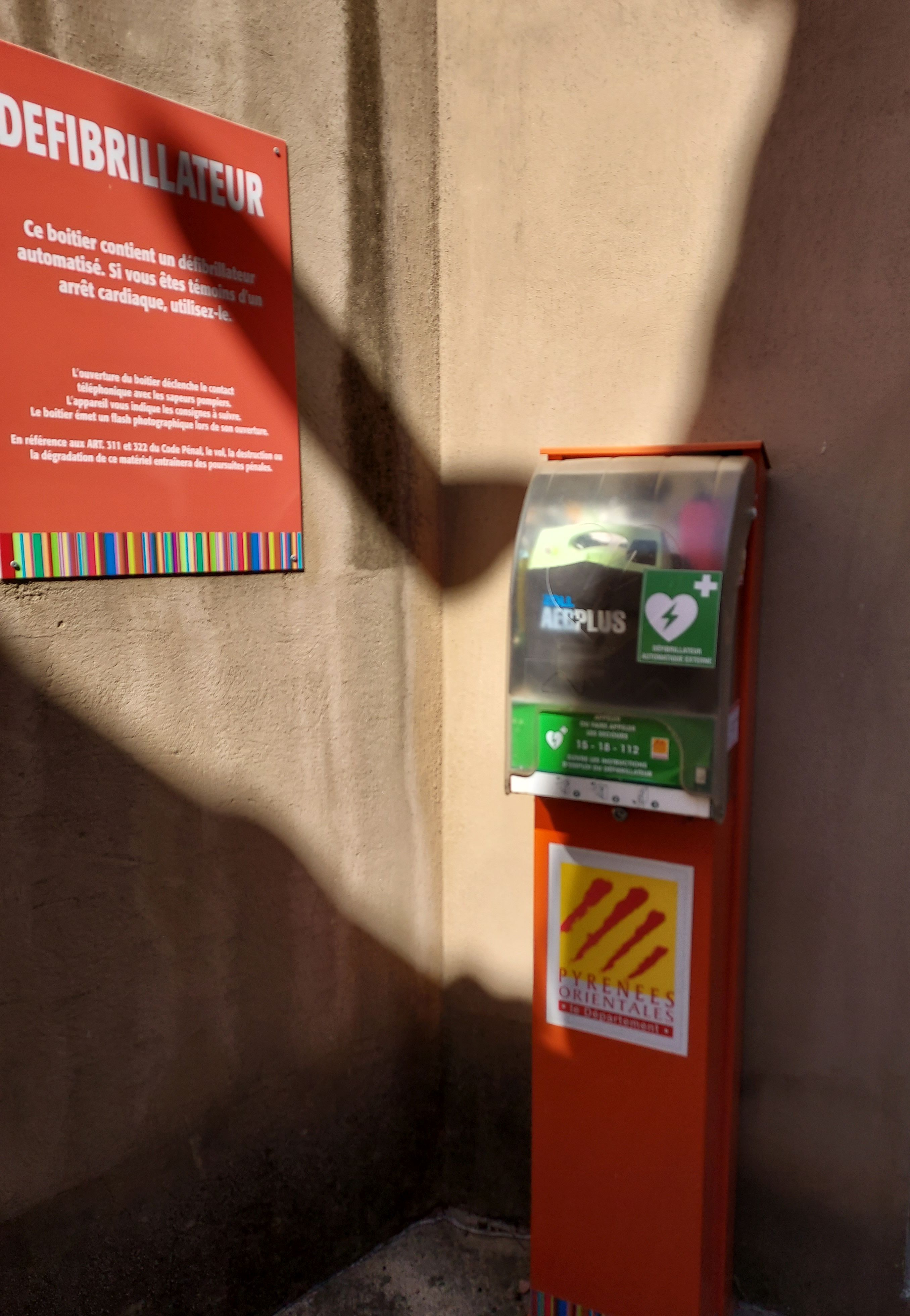
Défibrillateur du conseil départemental des Pyrénées-Orientales à Baillestavy.

Selon le Guide national de référence de formation à l'utilisation du DSA, en France :
- 45 % des victimes en arrêt cardiorespiratoire sont en fibrillation ventriculaire lorsque les sapeurs-pompiers arrivent sur les lieux, seules 12 % le sont lorsque le Smur arrive (le délai moyen d'intervention du Smur est plus long, 33 % des victimes passent en asystolie) ;

La Fédération française des secouristes et formateurs policiers (FFSFP) a lancé deux opérations en 2004 :
1. La formation (AFCPSAM) et l'équipement en DSA des policiers municipaux du Plessis-Trévise ;
2. La formation du grand public et la mise à disposition de défibrillateurs semi-automatiques dans des lieux publics à Hyères (Var)[33],[34].

Les machines mises à disposition du public peuvent être entièrement automatiques ou semi-automatiques étant donné que la formation couvre les deux cas. C'est d'autant plus important que les pompiers mettent 10 minutes à arriver en moyenne et qu'en France, les lieux équipés de DAE atteignent un taux de survie de 85 % après un arrêt cardiaque.

### À Monaco
La principauté de Monaco s'est équipée de défibrillateurs automatisés externes. Il s'agit d'une grande opération menée sous l'impulsion de l'Association de lutte contre la mort subite, du Centre hospitalier Princesse Grace et de la Croix-Rouge monégasque. Vingt huit défibrillateurs automatisés externes ont été placés dans des bornes, réparties dans la ville, permettant ainsi un maillage afin de sauver le plus de vies possible. La Croix-Rouge monégasque forme qui le souhaite à l'utilisation des défibrillateurs. Depuis cela, plusieurs sociétés monégasques se sont aussi pourvues de Défibrillateurs automatisés et plusieurs villes autour de la Principauté souhaitent s'équiper. Depuis cette opération, un grand nombre d'entreprises monégasques et de consortium immobiliers se sont équipés. Aujourd'hui, on recense 87 défibrillateurs automatisés externes.

### Au Royaume-Uni
Afin d'avoir un meilleur temps de réponse sur une urgence cardiaque, la ville de Londres a fait une expérience de trois ans  consistant à équiper les véhicules de la police londonienne (CPOL) de DSA.
147 policiers ont été formés, ils ont répondu à 1 103 appels sur 1 232, ce qui a permis de faire descendre le temps de réponse à 9 minutes environ.
Seules 25 victimes étaient en état de mort apparente, et sur ces 25 victimes, seules 13 étaient en fibrillation ventriculaire (le DSA n’a autorisé la délivrance du choc que sur ces 13 victimes-là). Si on ne prend en compte que ces 13 victimes, le temps d'intervention moyen était de 5 minutes, et la durée de mise en œuvre du DSA était en moyenne de 24 secondes, soit un premier choc délivré environ 6 minutes après l'appel.
Dans ces conditions, seules deux personnes ont survécu, soit 8 % des arrêts cardiaques (2 sur 25) contre 2 à 3 % actuellement,
et 15 % des fibrillations ventriculaires (2 sur 13).
Le Royaume-Uni a également implanté 681 DAE dans 110 lieux très fréquentés. Entre avril 2000 et novembre 2002, ils ont été mis en œuvre dans 250 cas, dont 182 arrêts cardiaques réels. Dans 82 % des arrêts cardiaques, la victime était en fibrillation ventriculaire et le DAE a délivré un choc, avec un taux de survie en sortie de l’hôpital de 25 % au lieu de 5 % dans ces endroits (mais il ne s’agit pas d’une étude randomisée en double aveugle),.

### Aux Pays-Bas
La ville d'Amsterdam a également fait une étude similaire : les zones couvertes étaient alternativement
- zone d'expérimentation : les sapeurs-pompiers et les policiers étaient équipés de DSA (1 063 policiers et 586 sapeurs-pompiers formés), et étaient déclenchés une minute après l'ambulance paramédicale (en raison du temps de transmission des informations) ;
- zone de contrôle : procédure d'intervention normale, seule une ambulance paramédicalisée était envoyée.

Dans environ 66 % des cas d'arrêt cardiaque survenus devant témoins (469 cas au total), la victime était en fibrillation ventriculaire à l'arrivée du DSA. L'intégration de DSA dans des véhicules de sapeurs-pompiers et de police a permis de raccourcir le temps de réponse de 1 minute 40 secondes (temps entre l'arrêt cardiaque et la délivrance du choc). Le temps de mise en œuvre du DSA était d'environ 2 minutes et demie pour les deux groupes (délais entre l'arrivée et la délivrance du premier choc). Dans les deux groupes, 44 % des patients qui ont reçu le choc en moins de 5 minutes ont survécu, ce qui montre l'intérêt d'une défibrillation précoce.
Cependant, si le taux de reprise d'une activité cardiaque spontanée était meilleur dans le groupe d'expérimentation, le taux de survie après séjour à l'hôpital était quasiment le même. Ceci est essentiellement attribué au faible gain de temps enregistré, notamment en raison du temps de transmission de l'information.

### Aux États-Unis
Une étude américaine sur la mise à disposition de DAE dans des centres commerciaux et les lieux d'habitation (avec 1 600 DAE répartis sur 500 sites, 500 sites sans DSA, s'appuyant sur 19 000 volontaires formés à la réanimation cardiopulmonaire) montre quant à elle que la mise à disposition de DAE dans les lieux publics double les chances de survie, mais que l'implantation dans les lieux d'habitation est peu efficace en raison des délais d'arrivée de l'appareil jusqu'au domicile. L'étude conclut cependant : « La question se résume en fait à savoir si pour sauver une vie en deux ans, le coût de 100 DAE nous semble acceptable… ». Le quasi-doublement de la survie après arrêt cardiorespiratoire est démontré par d'autres études

### En milieu hospitalier
L'utilité du système (par rapport à celui d'un défibrillateur classique où la décision d'administrer un choc électrique n'est pas prise par l'appareil mais par le personnel médical ou paramédical) est moins claire, d'autant que moins d'un arrêt cardiaque sur cinq est secondaire à une fibrillation ventriculaire, trouble rythmique le plus à même de bénéficier de ce système. Il semble que l'apport soit négligeable en cas de recours à un choc et qu'il serait même délétère si l'arrêt ne nécessite pas de choc (asystolie par exemple). Une des explications avancées serait une durée plus longue, sans massage cardiaque externe, nécessitée par ces systèmes en raison de l'exigence d'un tracé non parasité pour que son logiciel détermine ou non l'indication du choc.

#### Documents officiels
- Règlement (UE) 2017/745 du Parlement européen et du Conseil du 5 avril 2017 relatif aux dispositifs médicaux, modifiant la directive 2001/83/CE, le règlement (CE) n° 178/2002 et le règlement (CE) n° 1223/2009 et abrogeant les directives du Conseil 90/385/CEE et 93/42/CEE
- Articles R6311-14 à R6311-16 du Code de la Santé publique relatifs à l'utilisation des défibrillateurs automatisés externes par des personnes non médecins
- Articles L123-5 et L123-6 du Code de la Construction et de l'habitation instituant pour certaines catégories d'établissement recevant du public l'obligation de s'équiper d'un défibrillateur automatisé externe
- Articles R123-57 à R123-60 du Code de la Construction et de l'habitation précisant les types ainsi que les catégories d'établissements recevant du public, qui sont tenus de se munir d'un défibrillateur automatisé externe.
- Arrêté du 29 octobre 2019 relatif aux défibrillateurs automatisés externes et à leurs modalités de signalisation dans les lieux publics et les établissements recevant du public
- Article L5233-1 du Code de la Santé publique relatif à la base de données nationale des défibrillateurs automatisés externes
- Décret n° 2018-1259 du 27 décembre 2018 pris pour l'application de l'article L. 5233-1 du code de la santé publique, relatif à la base de données nationale des défibrillateurs automatisés externes
- Arrêté du 29 octobre 2019 relatif au fonctionnement de la base de données des défibrillateurs automatisés externes
- Note d’information du 12 décembre 2019 relative aux défibrillateurs automatisés externes
- Question au Sénat français : Équipement de certains lieux publics de défibrillateurs semi-automatiques (3 février 2005)
- circulaire du 24 juin 2004 de la Direction des défense et sécurité civiles relative à la formation des secouristes à l'utilisation d'un défibrillateur semi-automatique
- Arrêté du 10 septembre 2001 relatif à la formation des secouristes à l'utilisation d'un défibrillateur semi-automatique (JO du 25 septembre 2001)
- Circulaire du 24 octobre 2001, prise pour l'application de l'arrêté du 10 septembre 2001 relatif à la formation des secouristes à l'utilisation d'un défibrillateur semi-automatique (NOR : INT/E/01/00279/C)
- Arrêté du 4 février 1999 relatif à la formation des personnes non médecins habilitées à utiliser un défibrillateur semi-automatique (JO du 12 décembre 1999)

#### Documents en français
- M. L. et Patrick Gatin, « Le défibrillateur n'est qu'un maillon », La Nouvelle République,‎ 19 septembre 2016 (lire en ligne)

#### Documents en anglais
- (en) The Public Access Defibrillation Trial Investigators: “Public-Access Defibrillation and Survival after Out-of-Hospital Cardiac Arrest.” N Engl J Med 2004 351:637-646
- (en) Whitfield R et coll.: The department of Health National Defibrillator Programme: analysis of downloads from 250 deployments of public access defibrillators. Resucitation no 64, p. 269-277, 2005
- (en) Use of Automated External Defibrillators for Children: An Update — An Advisory Statement From the Pediatric Advanced Life Support Task Force, International Liaison Committee on Resuscitation, R.A. Samson et coll. (ILCOR), Circulation 2003, no 107, p. 3250